# Jiri Hanibal
Jiri Hanibal, en tchèque : Jiří Hanibal, né le 18 février 1929 à Tábor et mort le 22 août 2024 est un écrivain, réalisateur et scénariste tchèque.

## Filmographie
- 1964 : La Carpe

## Sources
- Jiří HANIBAL
- Jiří HANIBAL
- La Carpe